# Ball de Bastons de Solsona
El Ball de Bastons de Solsona és la varietat local del ball de bastons que es balla a Solsona, capital del Solsonès. El datem el 1680, de quan va venir del poble de Sanaüja, i al 1702, està documentat que els mateixos bastoners de Sanaüja van ensenyar als solsonins. L'estranya funció que adopten els dansaires d'aquest ball a la ciutat és la de ser patges i acompanyants de la imatge de la Mare de Déu del Claustre en els recorreguts processionals, un rol que només s'observa en un altre municipi català, Cardona. De fet, a tot Europa, només tenim constància que un element folklòric sigui el patge de la Verge a aquests dos municipis de Catalunya i a la ciutat italiana de Mistretta.
El Ball de Bastons de Solsona està format per infants, cosa puntual a Catalunya, i fins a l'any 1998 només era integrat per nois. Però com que la festa necessita adaptar-se progressivament a la societat actual, era lògic i just que les noies també hi fossin incorporades.
És un dels elements que més constància ha tingut al llarg de la seva història i ha pogut mantenir les seves característiques i els seus vestits fidels als originals. Igualment, les seves coreografies s'han mantingut invariables. La dansa és molt completa i consta de quatre parts, cada una d'elles amb música i coreografia pròpies.